# Grégory Tadé
Grégory Victor Tadé (* 2. September 1986 in Nantes) ist ein französischer ehemaliger Fußballspieler.

## Karriere
Nach seiner Jugendzeit wechselte Tadé zu Forfar Athletic in die schottische Second Division. Nach dem Abstieg im Jahr 2007 nahm ihn der FC Stranraer in der Third Division unter Vertrag. Dort steuerte er zehn Tore zum Aufstieg in die Seconds Division bei. In der Saison 2008/09 stand er mit seinem Team zur Saisonmitte auf einem Abstiegsplatz, als ihn der abstiegsbedrohte FC Clyde in die First Division. Nachdem sich der Abstieg nicht hatte vermeiden lassen, verpflichtete Aufsteiger Raith Rovers Tadé im Sommer 2009. Er sicherte sich mit seinem Team zunächst den Klassenverbleib und verpasste in der Spielzeit 2010/11 als Zweitplatzierter knapp den Aufstieg in die Premier League. Durch ein Angebot von Inverness Caledonian Thistle spielte er in der Saison 2011/12 dennoch dort. Im Sommer 2012 wechselte er zu Ligakonkurrent FC St. Johnstone, mit dem er in der Qualifikation zur Europa League 2012/13 gegen den türkischen Vertreter Eskişehirspor ausschied. In der Liga schloss er die Saison mit seinem Team auf dem dritten Platz ab, was die erneute Qualifikation zur Europa League bedeutete.
Im Sommer 2013 verließ Tadé Schottland und wechselte zum rumänischen Erstligisten CFR Cluj. Dort gelang ihm in der Saison 2014/15 der Durchbruch, als er 18 Tore bei 27 Einsätzen erzielen konnte. Anschließend nahm ihn Rekordmeister Steaua Bukarest unter Vertrag. Bei Steaua konnte er dies jedoch nicht bestätigen. Im Sommer 2016 wechselte er zu Qatar SC nach Katar. Anfang 2017 löste er seinen Vertrag auf. Er kam in Israel bei Maccabi Petach Tikwa unter, wo er die Saison als Stammspieler bestritt. Sein anschließendes Engagement bei Dinamo Bukarest wurde bereits nach 6 Wochen beendet. Tadé schloss daraufhin mit seiner Profilaufbahn ab. Dreieinhalb Jahre später war er aber wieder für den FC Clyde am Ball. Nach einer weiteren Saison in der Lowland Football League war dann endgültig Schluss.